# Seznam kanadskih astronomov
Seznam kanadskih astronomov.

## A
- Roberto Abraham (1965 –)

## B
- Carlyle Smith Beals (1899 – 1979)
- Sidney van den Bergh (1929 –) (nizozemsko-kanadski)

## D
- Terence Dickinson

## F
- Yanga Roland Fernández (1971 –)

## G
- Brett J. Gladman

## H
- Frank Scott Hogg
- Helen Sawyer Hogg
- Richard Huziak

## K
- John J. Kavelaars
- William Kwong Yu Yeung (1960 –)

## L
- David H. Levy (1948 –)
- Andrew Lowe (1959 –)

## M
- Arthur Bruce McDonald (astrofizik)
- Peter Millman

## P
- Philip James Edwin Peebles (1935 –)
- Robert Methven Petrie
- Harry Hemley Plaskett (1893 – 1980)
- John Stanley Plaskett (1865 – 1941)

## R
- Hubert Reeves (1932 – 2023)

## S
- Sara Seager (1971 –)
- Ian Shelton

## W
- James Craig Watson (1838 – 1880)